# سوق القيصرية (أربيل)
يُعتبر سوق القيصرية أو ما يُعرف بالسوق الكبير، واحدة من المعالم التراثية في أربيل، إذ تقع قبالة قلعة أربيل، ويعود تاريخ تشييدها إلى عهد الإمبراطورية العثمانية أي إلى ما يقارب 9 قرون، فقد شيدت بطريقة مشابهة للحروف اللاتينية.
أما فيما يتعلق بالقيصرية أليوم فإن تاريخ بنائها تعود إلى سنوات (1231-1232هجرية)، بناها الحاج قادر الدباغ هناك تشابه كبير بين قيصرية أربيل وقيصريات الشام مثل قيصرية الحميدية ومدحت باشا.

## عمارة القيصرية
تألف هذه السوق من قاعة فسيحة مرتفعة ومتشعبة، وبابين رئيسيين هما الباب الجنوبي وآخر غربي، موزعين على عدة جهات، ما يجعل الزائر أمام تفرعات ومداخل أخرى تصل في نهاية المطاف إلى عدة دكاكين ومحال تجارية هذا فضلا عن وجود العديد من الفجوات في سقف الســوق تستخدم لادخال النور والتهوئة.
يمكن أن تدخل إلى سوق القيصرية من خلال الأزقة الكثيرة المحيطة به. وحينما تدخل، يتجول المتسوقون في متاهة تحتوي على ممرات ضيقة بين المتاجر، تحت سقف يتكون من المعدن المتموج. معظم الأزقة تتميز بمنتجات فريدة من نوعها التي يبيعها غالبية البائعين في هذا الموقع. يحتوي الركن الشمالي الشرقي من السوق على ممر يمتد من الشمال إلى الجنوب ويقدم العسل ومنتجات الألبان، مثل الزبادي والأجبان. تقدم العديد من المحلات التجارية الشاي الكردي كمشروب مجاني مع تعامل جيد من بائعي الشاي المحليين في السوق. يحظى السوق بشعبية كبيرة قبل الاحتفالات مثل عيد النوروز (رأس السنة الكردية) حيث تزدهر الأعمال التجارية مع وجود حشود أكبر وعملاء.

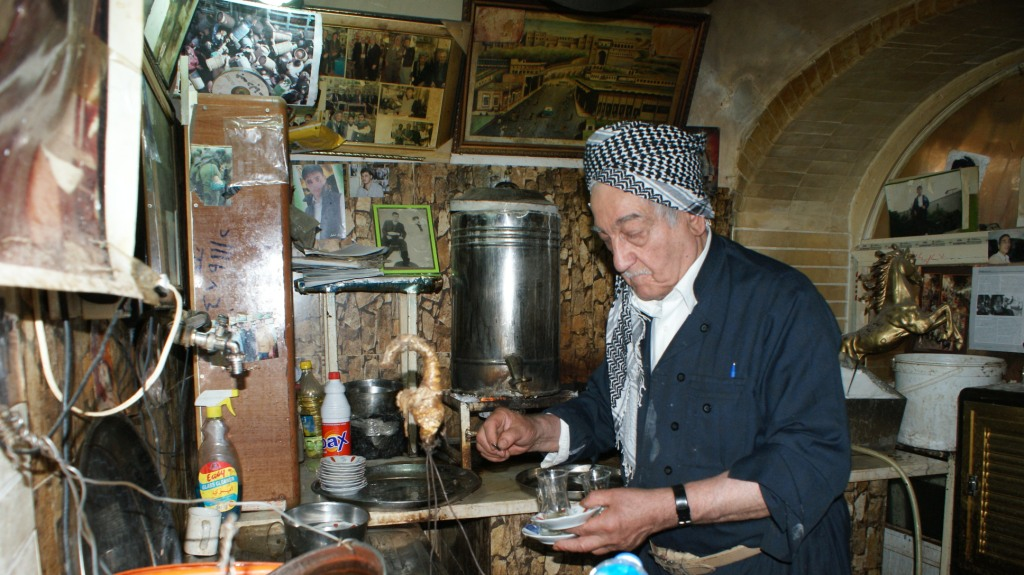
محل شاي مام خليل في سوق القيصرية

## في العصر الحديث
مؤخرا تمت إعادة ترميم هذه السوق بشكلها العمراني وفقا للطراز القديم بما يتلاءم مع كيفية بناء القلعة مع الحفاظ على طابعها التجاري البحت، حيث ما تزال تحتوي على سوق خاص بالصياغة، والعطارين، والحلويات، والمواد الغذائية، والقصابين، والملابس.

## احتراق السوق
```
في يوم اليوم الاثنين المصادف (6 آيار 2024)، احترق حوالي 277 محل تجاري دون معرفة الأسباب.
[
6
]
[
7
]
```

## معرض الصور

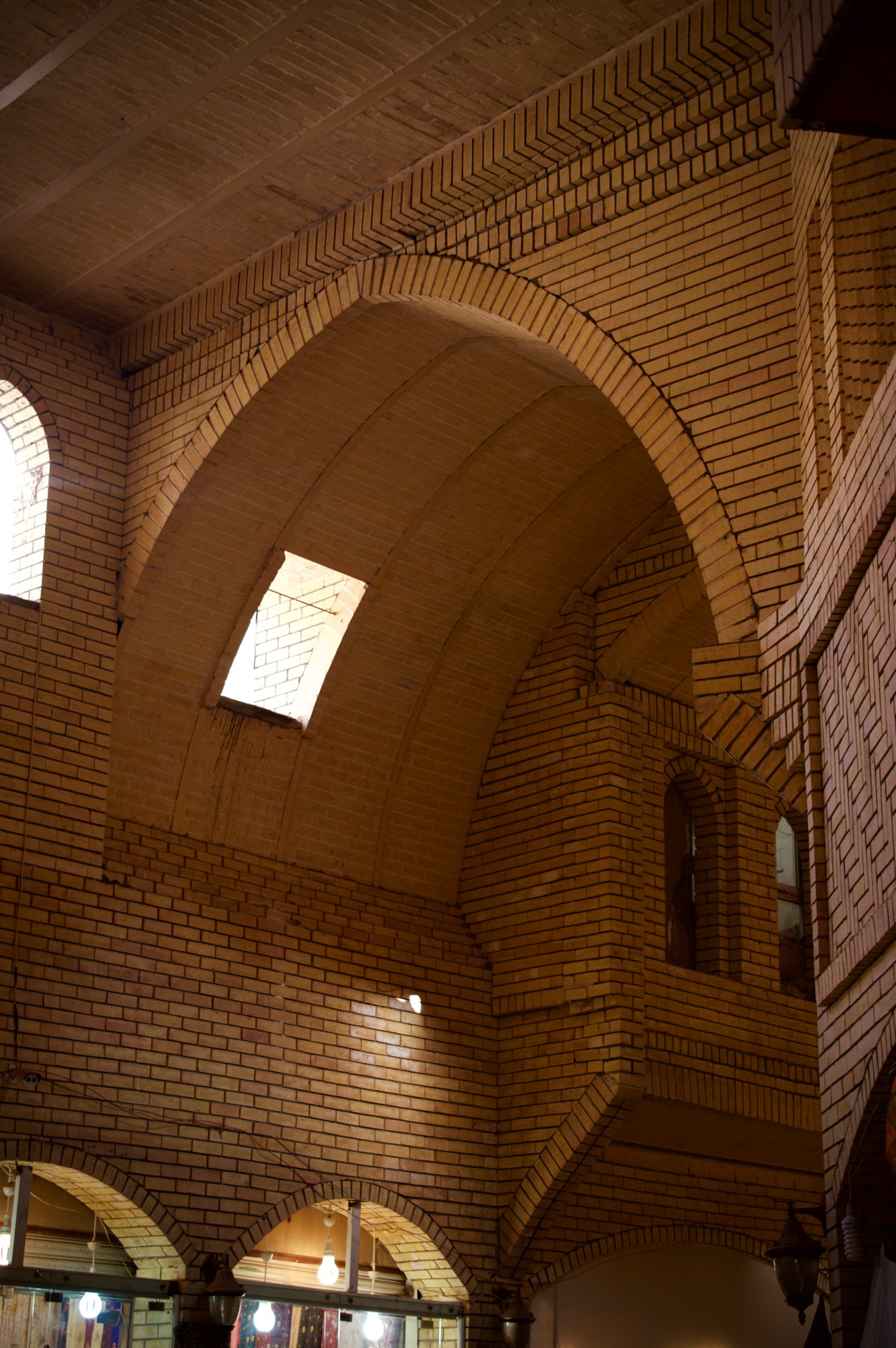
قيصرية أربيل
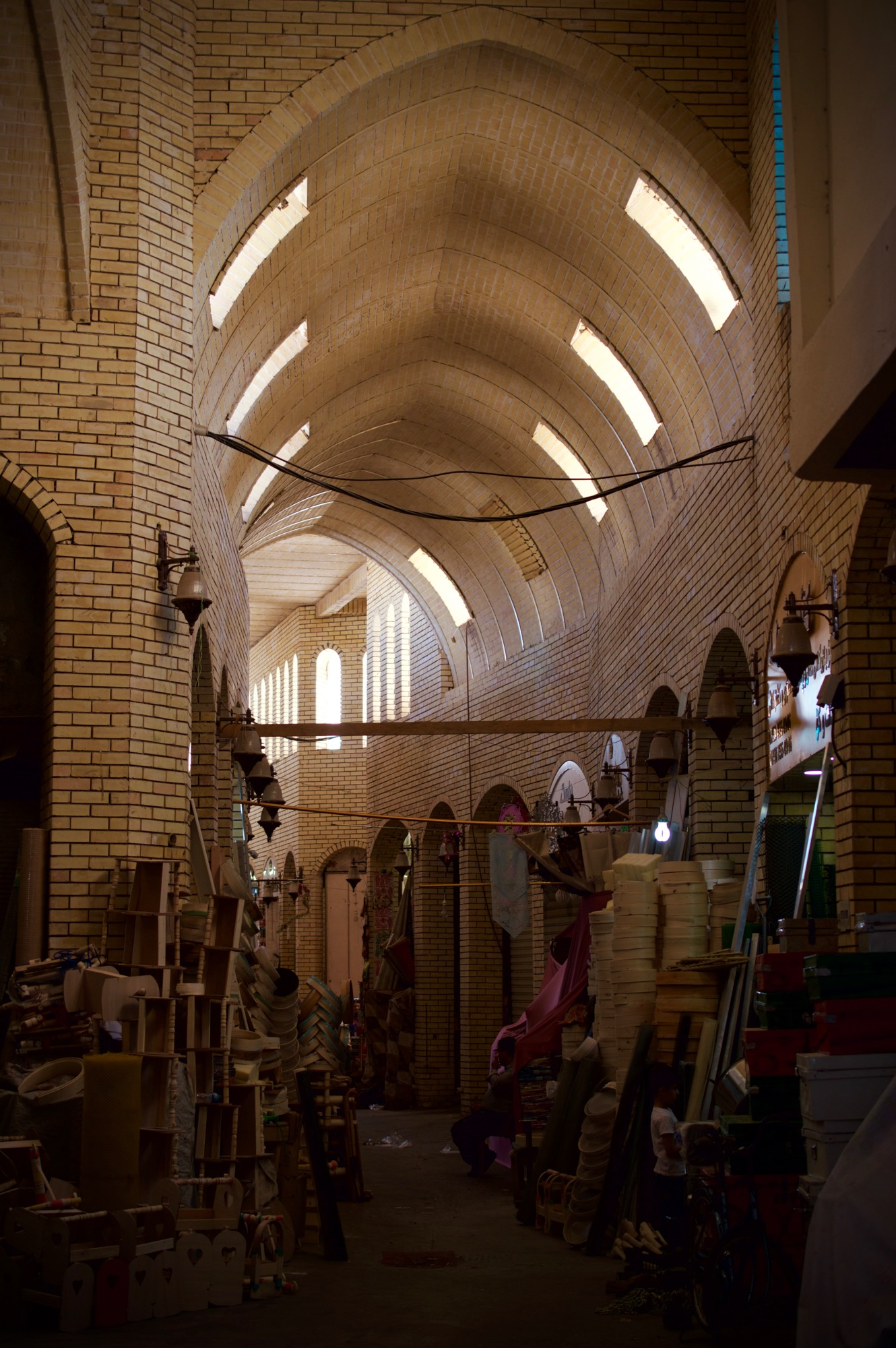
قيصرية أربيل
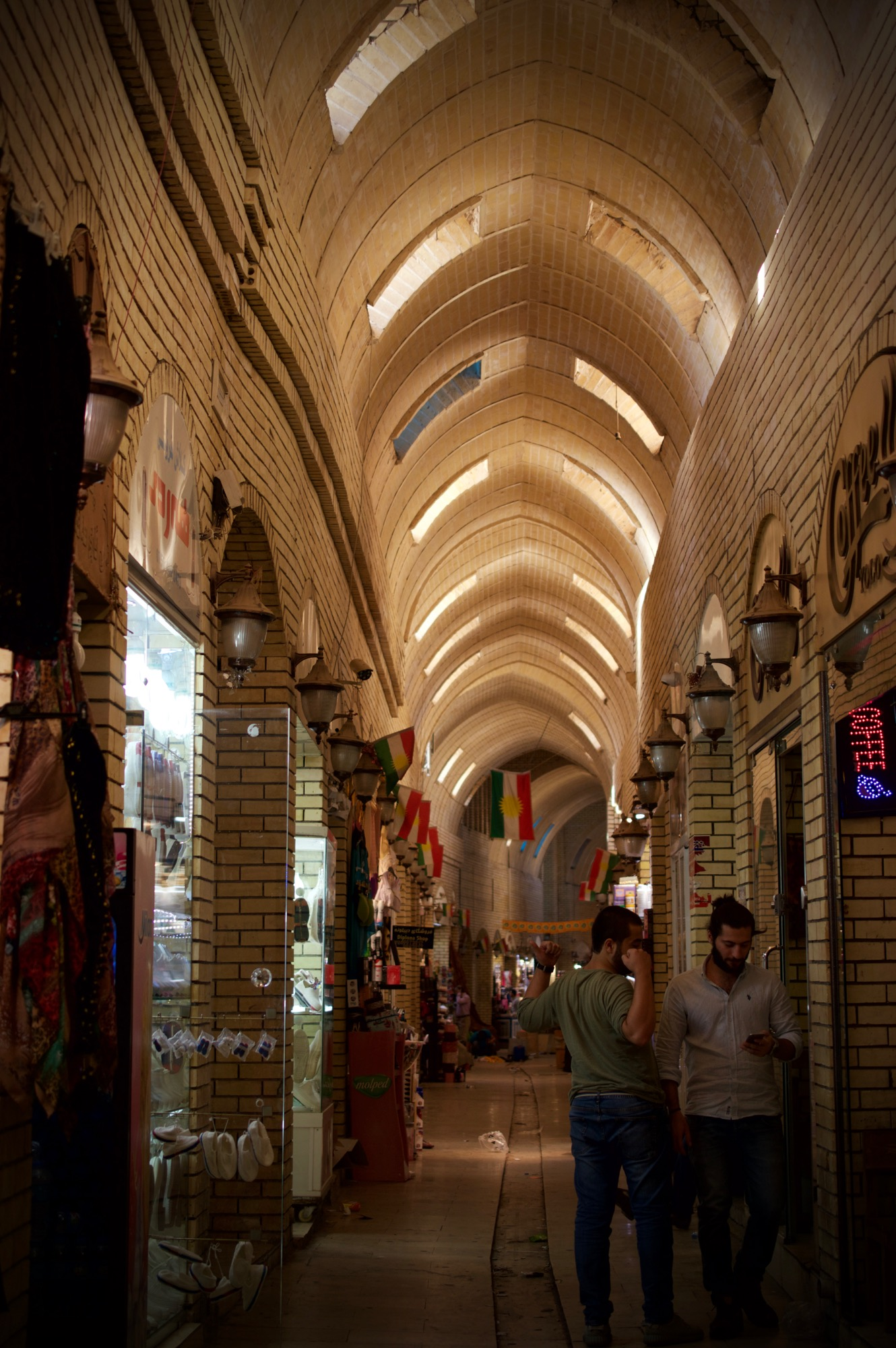
قيصرية أربيل
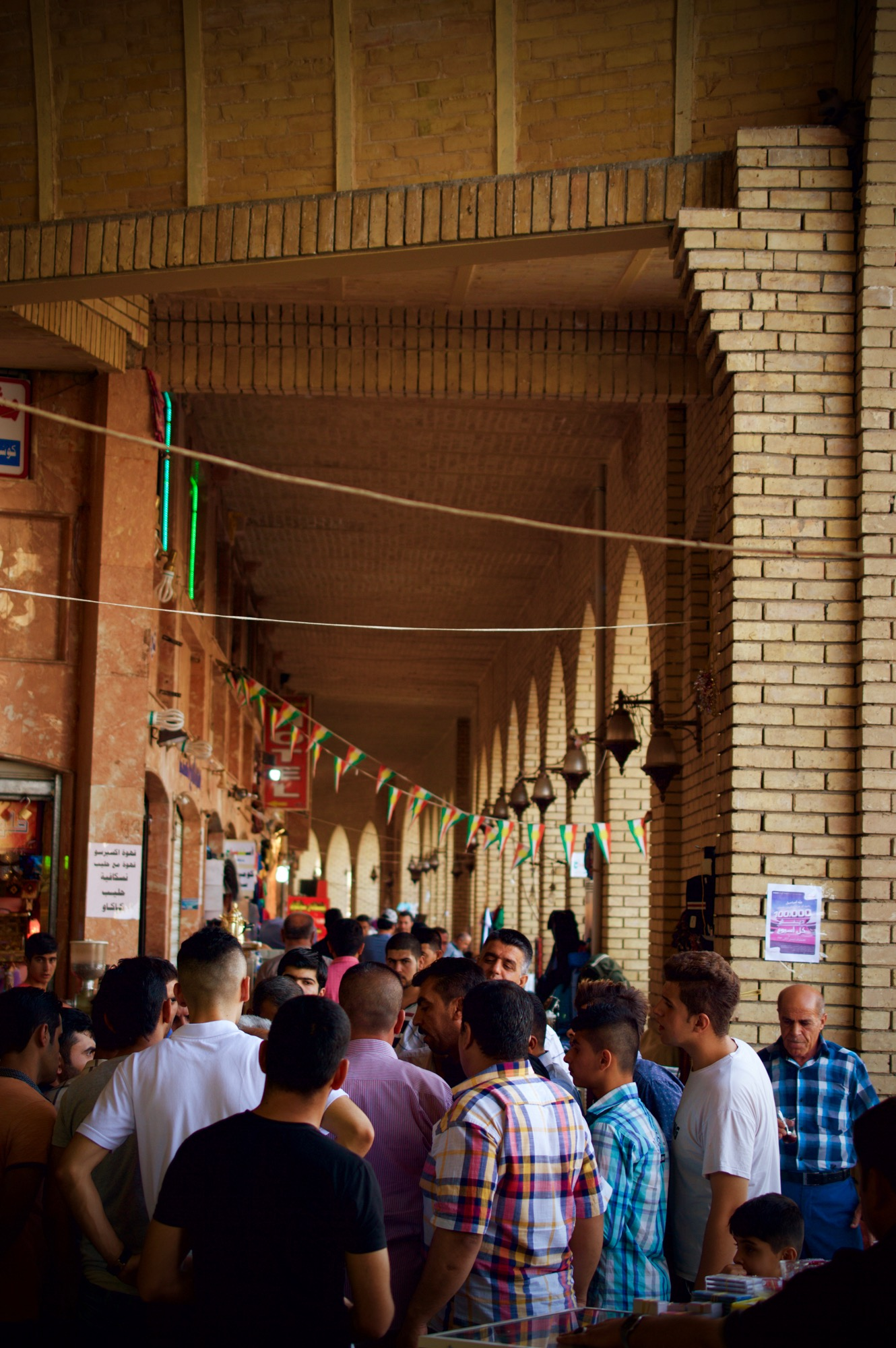
قيصرية أربيل
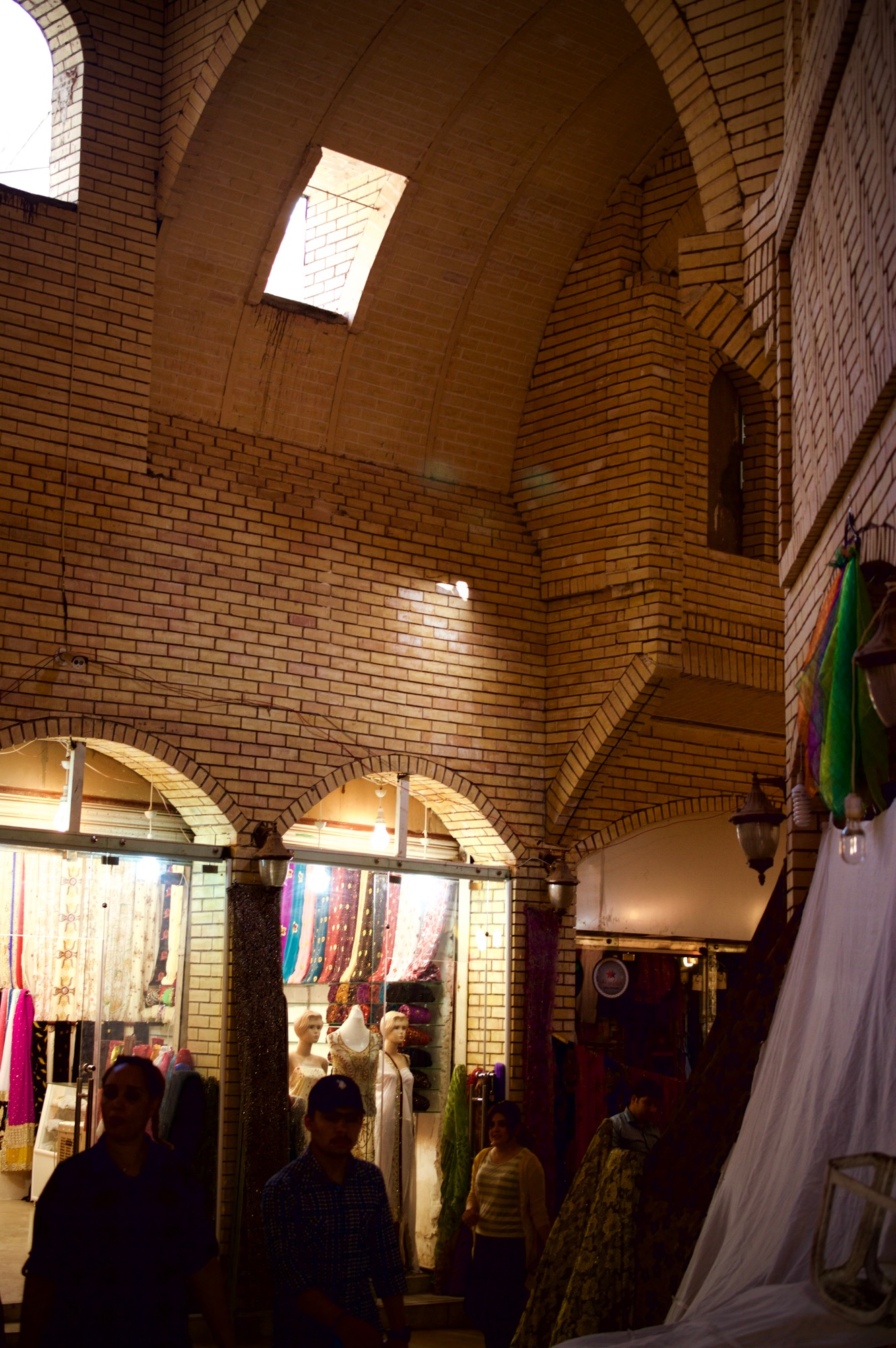
قيصرية أربيل
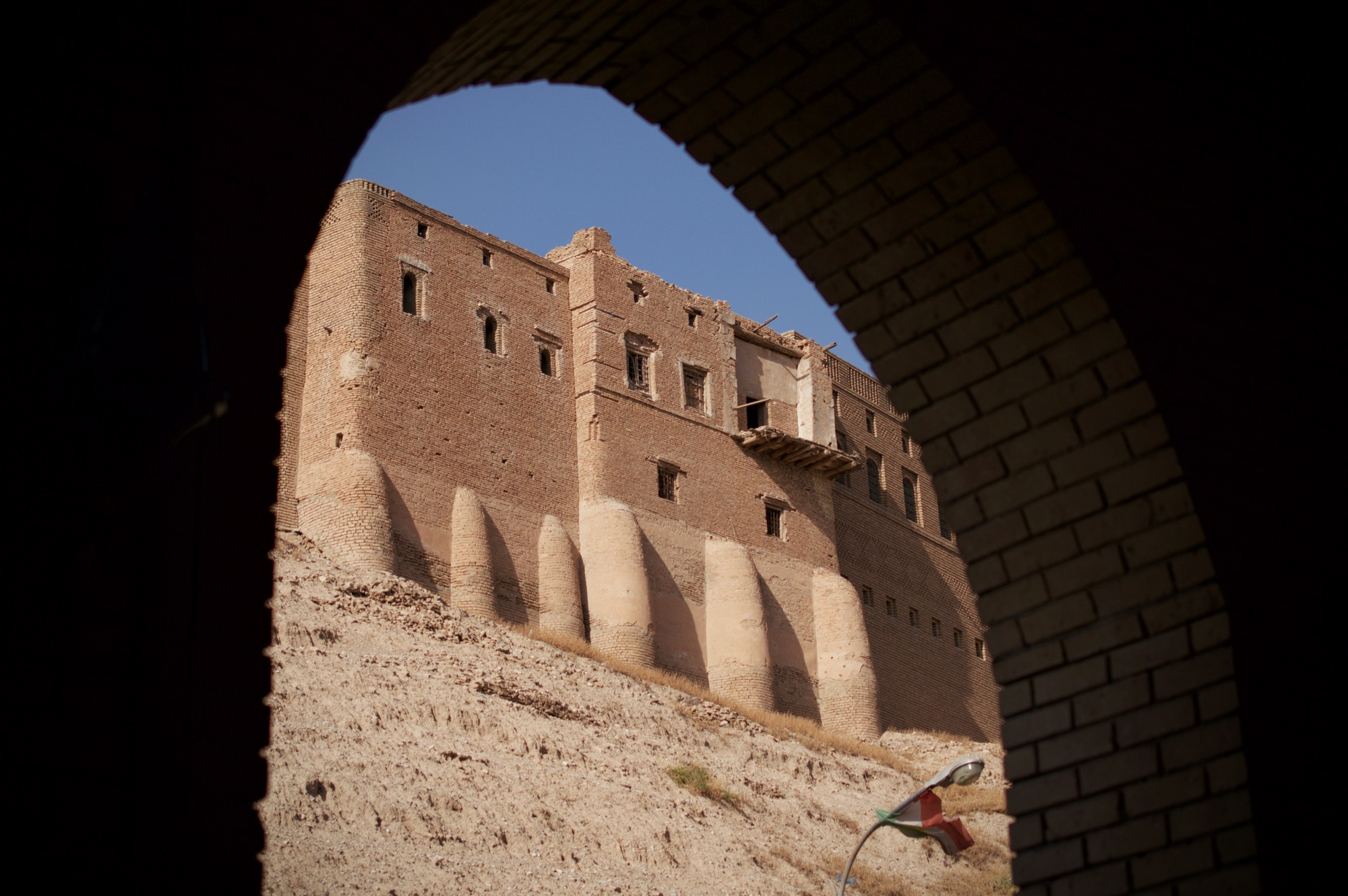
قلعة أربيل كما تبدو من قيصرية أربيل